# S.A.K.U.R.A.
「S.A.K.U.R.A.」（サクラ）は、三代目 J Soul Brothers from EXILE TRIBEの通算12枚目のシングルである。2014年3月26日にrhythm zoneから発売された。

## 概要
- 本作は、2014年春夏秋冬シリーズの第一弾となる「春」[3] 。「CD+DVD」と「CDのみ」の2形態での発売。初回限定は箔押しジャケット仕様となっている。CDには、表題曲を含む全2曲4バージョンを収録。DVDには、表題曲のミュージックビデオを収録。

- 表題曲はSWAYと初コラボした楽曲[4]。

- 2014年3月1日、パフォーマーELLYの母校である青森県立三沢高等学校の卒業式に三代目 J Soul Brothersがサプライズ出演し、「風の中、歩き出す」などを初披露した[5]。

## ミュージックビデオ
ミュージックビデオのディレクターは久保茂昭、アクション監督は大内貴仁。コンセプトは“伝説の武士桜を守る7人の侍”。メンバーが刀を用いた殺陣に初挑戦、映画さながらのスケールで撮られた約10分の作品。

## チャート成績
表題曲は、「レコチョクアワード月間最優秀楽曲賞2014年3月度」のダウンロード（アルバム）部門で1位を獲得した。

## 収録曲

### CD
1. S.A.K.U.R.A. [4:51]
作詞：STY、作曲：STY、ラップ詞：SWAY
  - テレビ朝日系『お願い!ランキング』2014年3月度エンディングテーマソング。
2. 風の中、歩き出す [4:56]
作詞：樫田正剛、作曲・編曲：h-wonder、ストリングスアレンジ：CHICA
3. S.A.K.U.R.A.（Instrumental）
4. 風の中、歩き出す（Instrumental）

### DVD
1. S.A.K.U.R.A.（Music Video）

## 収録アルバム
| 収録アルバム          | 楽曲             | 曲順 |
| --------------------- | ---------------- | ---- |
| PLANET SEVEN          | S.A.K.U.R.A.     | 3    |
| PLANET SEVEN          | 風の中、歩き出す | 10   |
| THE JSB WORLD(DISC-2) | S.A.K.U.R.A.     | 10   |
| THE JSB WORLD(DISC-2) | 風の中、歩き出す | 11   |